# Julian Beever
Julian Beever, né en 1959 à Cheltenham (Gloucestershire), est un artiste britannique, surtout connu depuis les années 1990 pour ses trompe-l'œil au pastel réalisés sur des trottoirs en France, Angleterre, Écosse, Belgique, Pays-Bas, États-Unis, Canada et Australie.
Ses œuvres, exécutées "à l'horizontale", donnent l'illusion d'être en trois dimensions, situées en profondeur ou bien érigées par rapport au niveau du sol sur lequel elles sont peintes au moyen d'une technique de projection appelée anamorphose et paraissent défier les lois de la perspective,.

## Œuvres
- Oh Crumbs!
- Catching Crabs
- Beneath Every Carpack
- Building Accident
- Treasure Hunting 3
- Lets Be Friends
- Ants
- Bill Clinton
- Time Square in Square
- A slight accident in a Railway Station
- Christmas eve in Santa's workshop
- Back off, creep!
- The Make Poverty History
- Coca-Cola
- White water rafting
- Sidewalk Crater[4]